# Lee Mair
Lee Mair (Aberdeen, Escocia, 9 de diciembre de 1980), futbolista escocés. Juega de defensa y su actual equipo es el Dumbarton FC de la Primera División de Escocia. 

## Clubes
| Club                 | País       | Año       |
| -------------------- | ---------- | --------- |
| East Fife FC         | Escocia    | 2001      |
| Falkirk FC           | Escocia    | 2001-2002 |
| Dundee FC            | Escocia    | 2002-2004 |
| Stockport County     | Inglaterra | 2004-2005 |
| Dundee United        | Escocia    | 2005-2007 |
| Aberdeen FC          | Escocia    | 2007-2009 |
| St. Mirren FC        | Escocia    | 2009-2014 |
| Partick Thistle F.C. | Escocia    | 2014      |
| Dumbarton F.C.       | Escocia    | 2014-     |